# Springender Punkt

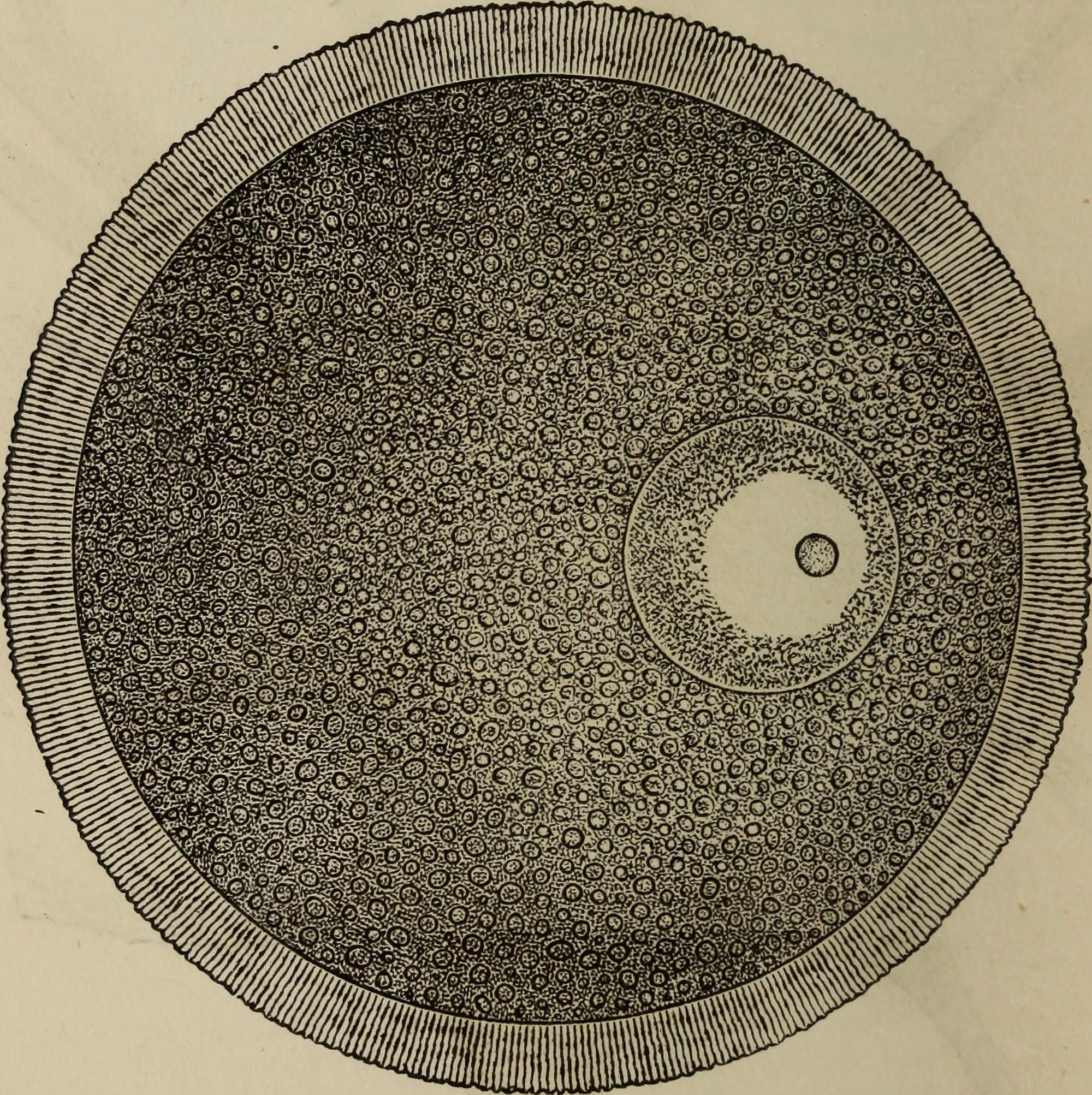
Ovum humanum, „… with a dark germinal spot.“ (Holzstich in Ernst Haeckels The Pedigree of Man: ...)

Der Ausdruck springender Punkt wurde ursprünglich zur Bezeichnung eines biologischen Phänomens geprägt. Das punctum saliens oder der springende Punkt ist in diesem Sinn ein pulsierender roter Fleck, der beispielsweise im befruchteten Hühnerei etwa nach dem dritten Tage der Bebrütung mit bloßem Auge zu erkennen ist, als erstes auffälliges Zeichen des Lebens: Die Herzanlage des Embryos wird sichtbar, ihre physiologische Funktion macht sich bemerkbar.
Der springende Punkt ist in diesem Bild also das Kriterium, mit dem Lebendiges zu unterscheiden ist. Dieser bezeichnende Ausdruck geht zurück auf Aristoteles, der in seinen tiergeschichtlichen Ausführungen die Entwicklung im Vogelei beschreibt und in diesem Zusammenhang von einem blutigen Punkt „στιγμὴ αἱματίνη stigmē haimatinē“ spricht, welcher hüpft „πηδᾷ pēda“:

„καὶ ὅσον  στιγμὴ αἱματίνη ἐν τῷ λευκῷ ἡ καρδία. Τοῦτο δὲ τὸ σημεῖον πηδᾷ καὶ κινεῖται ὥσπερ ἔμψυχον, …“

„und ähnlich einem blutigen Fleck in dem Weißen [erscheint] das Herz. Das Mal aber hüpft und bewegt sich gleich wie [beseelt] lebendig, …“

In weiterem metaphorischen Gebrauch hat sich daraus eine Redewendung gebildet, nach der ein springender Punkt das Herz eines Projektes darstellt, bzw. den wesentlichen Kern einer Darstellung zeigt, bzw. den entscheidenden Aspekt einer Fragestellung vorstellt, bzw. das Kriterium für eine Entscheidung aufweist: „Da ist es“.
William Harvey, mit seinem 1628 in Frankfurt/Main erschienenen Werk Exercitatio Anatomica de Motu Cordis et Sanguinis in Animalibus (Anatomische Studien über die Bewegung des Herzens und des Blutes in Tieren) der Entdecker des Blutkreislaufs, beschreibt in Exercitationes de Generatione Animalium (Studien über die Erzeugung der Tiere) 1651 das in Rede stehende biologische Phänomen so:
„Wenn du es so am vierten Tage untersuchst, wird die Metamorphose schon größer erscheinen, und die Umwandlung bewundernswürdiger; und sie wird beinahe mit jeder einzelnen Stunde dieses Tages augenscheinlicher; um diese Zeit findet im Ei der Übergang vom pflanzlichen Leben zum tierischen Leben statt. Jetzt nämlich errötet der Saum von Eiweiß, eine dünne Linie blutig purpurfärbend: und nahezu in dessen Mitte schnellt ein blutiger Punkt springend hervor: so winzig, dass er im Moment seiner Diastole, wie das kleinste Feuerfünkchen, hervorleuchtet; und dann, in der Systole, dem Blick wieder völlig entflieht und verschwindet. So wenig ist der Beginn tierischen Lebens, so sehr unerblickt die Anfänge, die von der schöpfenden Kraft der Natur zustande gebracht werden!“
(»Quarto itaque die si inspexeris, occurret jam major metamorphosis, & permutatio admirabilor; quae singulis fere illius diei horis manifestior fit; quo tempore in ovo, de vita plantae, ad animalis vitam fit transitus. Iam enim colliquamenti limbus linea exili sanguinea purpurascens rutilat: ejusque in centro fere, punctum sanguineum saliens emicat: exiguum adeo, ut in sua diastole, ceu minima ignis scintillula, effulgeat; & mox, in systole, visum prorsus effugiat, & dispareat. Tantillum nempe est vitae animalis exordium, quod tam inconspicuis initiis molitur plastica vis Naturae!«) Nach: Gulielmi Harvei, Opera II, Exercitationes de Generatione Animalium, Leyden 1737, S. 66.

Moderne Version eines Stammbaums des Lebens

Eine ähnliche Sicht teilt Ernst Haeckel in seinem Essay Über den Ursprung und die Entwicklung der Sinnesorgane von 1878 mit, der die damaligen Ergebnisse einer vergleichenden Anatomie und Embryologie vorstellt wie denn das menschliche Auge auf eine lange Reihe vorteilhafter Anpassungen zurückführt, und lässt dabei von der aristotelischen ein Nachbild aufscheinen:

„The first beginning of the organ of sight in the lower animals is no other than a simple dark spot in the clear integument, generally a black or red pigment-spot. Even in the unicellular Protista such dark specks of color-matter seem to serve for the perception of light.“

„Der erste Anfang des Sehorgans bei den niederen Tieren ist nichts anderes als ein einfacher dunkler Punkt in der hellen Haut, gemeinhin ein schwarzer oder roter Pigmentpunkt. Sogar bei den einzelligen Protisten scheinen solche dunklen Flecken von Farbstoff der Wahrnehmung von Licht zu dienen.“